# マット・ロティック
マット・ロティック（Matt Lottich 1982年7月29日- ）はアメリカ合衆国、テネシー州出身のバスケットボール選手である。

## 経歴
シカゴ北郊外の高校で大活躍。バスケチームでは歴代のトップスコアラーとして活躍し、高校卒業の2000年ではシカゴトリビューン・アスリート・オブ・ザ・イヤー（Chicago Tribune Athlete of the Year）として選ばれた。同校のアメリカンフットボールチームのクォーターバックとも活躍する上に、野球部で投手としても活躍したオールラウンダー。
大学は、名門スタンフォード大学でSGとして活躍し地元のスター選手であった。卒業後は、ニュージーランドのハーバーヒートへ入団し、2005年に日本プロバスケットボールリーグ（bjリーグ）の大阪エヴェッサに入団。PGにコンバートし、1試合平均アシスト数でリーグ1位となり、ベスト5に輝くなどの活躍で、チームの優勝に貢献。2シーズン目の2006-07シーズンも、大阪エヴェッサの中心選手として活躍。シーズン途中に再びSGにコンバートし、2連覇に貢献する。2007-08シーズンも大阪で得点リーグ5位、アシスト数リーグ6位を記録し、3連覇に貢献。
2008-09シーズンはドイツのドゥスルドーフ・ジャイアンツに所属。
2009-10シーズン途中、大分ヒートデビルズに入団。2010-11シーズンはオールスターゲームに出場。シーズンのアシスト数でリーグ9位。2012年12月、チーム運営会社の経営難により退団。
インディアナ州にあるヴァルパライソ大学のアシスタントコーチ業務経験を経て、2016年4月に同校のバスケチームのコーチに主任。

## プレースタイル
プレースタイルは、SG、PG共に可能なコンボガード。スタンフォード大学時代はSG、大阪エヴェッサではPGにコンバートし、2006-2007シーズン途中から再びSG。ただし、ロティックに替わってスタメンPGを務める宍戸治一の次第で、PGの役割も務める。
2007年からはPGに再度コンバート。宍戸が入る場合などはSGの役割も果たす。

## 豆知識
- スコッティ・ピッペンに憧れ、背番号は33を付けている。
- 毎年マット・ロティックライフスキルズというクリニックを開催している。Matt Lottich Life Skills Basketball Camp
- シカゴ・カブスのファンである。野球のセンスも高く、メジャーリーグのドラフトから指名を受けたこともある。ポジションは投手と外野手。

## 成績
bjリーグレギュラーシーズン
| シーズン         | チーム | GP | GS | MPG   | FG%  | 3P%  | FT%  | RPG  | APG  | SPG  | BPG  | TO   | PPG   |
| ---------------- | ------ | -- | -- | ----- | ---- | ---- | ---- | ---- | ---- | ---- | ---- | ---- | ----- |
| bjリーグ 2005-06 | 大阪   | 40 | 40 | 32.60 | .426 | .344 | .796 | 6.93 | 4.43 | 1.60 | 0.40 | 2.85 | 15.28 |
| bjリーグ 2006-07 | 大阪   | 36 | 31 | 31.83 | .443 | .306 | .764 | 5.36 | 3.00 | 1.47 | 0.44 | 2.36 | 15.19 |
| bjリーグ 2007-08 | 大阪   | 42 | 41 | 36.05 | .463 | .337 | .725 | 5.86 | 4.55 | 1.36 | 0.33 | 2.64 | 20.16 |
| bjリーグ 2009-10 | 大分   | 37 | 37 | 32.03 | .436 | .346 | .795 | 5.22 | 4.05 | 1.49 | 0.24 | 1.76 | 14.16 |
| bjリーグ 2010-11 | 大分   | 47 | 44 | 31.00 | .385 | .336 | .756 | 5.79 | 4.36 | 1.21 | 0.17 | 1.91 | 16.00 |
| bjリーグ 2011-12 | 大分   | 52 | 52 |       |      |      |      |      |      |      |      |      |       |
| bjリーグ 2012-13 | 大分   | 14 | 2  |       |      |      |      |      |      |      |      |      |       |